# Hidroniofarmacosiderita
La hidroniofarmacosiderita és un mineral de la classe dels fosfats que pertany al grup de la farmacosiderita. Rep el nom per la seva relació amb altres minerals del grup de la farmacosiderita i la presència d'hidroni.

## Característiques
La hidroniofarmacosiderita és un arsenat de fórmula química (H₃O)Fe₄(AsO₄)₃(OH)₄·4H₂O. Va ser aprovada com a espècie vàlida per l'Associació Mineralògica Internacional l'any 2010, sent publicada per primera vegada el mateix any. Cristal·litza en el sistema isomètric. La seva duresa a l'escala de Mohs es troba entre 2 i 3.
Segons la classificació de Nickel-Strunz, la hidroniofarmacosiderita pertany a «08.DK - Fosfats, etc, amb cations de mida mitjana i gran, (OH, etc.):RO₄ > 1:1 i < 2:1» juntament amb els següents minerals: richelsdorfita, bariofarmacosiderita, farmacosiderita, natrofarmacosiderita, farmacoalumita, natrofarmacoalumita, bariofarmacoalumita, burangaïta, dufrenita, natrodufrenita, matioliïta, gayita, kidwel·lita, bleasdaleïta, matulaïta i krasnovita.
L'exemplar que va servir per a determinar l'espècie, el que es coneix com a material tipus, es troba conservat al museu mineralògic i geològic de Harvard, a la Universitat Harvard, amb el número de catàleg: 142784.

## Formació i jaciments
Va ser descoberta a Cornualla, Anglaterra (Regne Unit). També ha estat descrita posteriorment a la mina Friedrichssegen, a la localitat de Frücht (Renània-Palatinat, Alemanya), a Crven Dol, dins la localitat d'Allchar (Kavadarci, Macedònia del Nord), i a la mina Tambo, a la província d'Elqui (Coquimbo, Xile). Aquests indrets són els únics de tot el planeta on ha estat descrita aquesta espècie mineral.